# Amira Dahl
Amira Dahl (31 januari 2006) is een Duits-Indonesisch voetbalspeelster. Ze speelt als middenvelder voor SV Werder Bremen in de Bundesliga.

## Clubcarrière
Amira Dahl begon met voetballen bij TSV Sasel. Van 2022 tot 2023 kwam ze voor het B-jeugdteam van Hamburger SV uit in de B-junioren Bundesliga. Met dit jeugdteam bereikte ze de finale van het B-juniorenkampioenschap die met 2-1 werd gewonnen tegen de leeftijdsgenoten van Eintracht Frankfurt. Op 20 augustus 2022 maakte Dahl haar debuut voor de hoofdmacht van Hamburger SV in de DFB Cup tegen ATS Buntentor. Dit team werd na strafschoppen verslagen nadat Dahl in de 98ste minuut mocht invallen voor Lisa Baum. Tegen dezelfde tegenstander wist Dahl in de Regionalliga Nord twee keer te scoren waardoor haar team met 5-0 wist te winnen.
Voorafgaande aan het seizoen 2023/24 werd Dahl gecontracteerd door SV Werder Bremen. Op 16 september 2023 maakte Dahl haar debuut in de Bundesliga tegen 1. FC Nürnberg in een 1-5 uitoverwinning. Dahl bepaalde in deze wedstrijd in de 74ste minuut de eindstand op 1-5.

## Statistieken
| Seizoen | Club             | Competitie | Competitie | Competitie | Beker | Beker | Overig | Overig | Totaal | Totaal |
| Seizoen | Club             | Competitie | Wed.       | Dlp.       | Wed.  | Dlp.  | Wed.   | Dlp.   | Wed.   | Dlp.   |
| ------- | ---------------- | ---------- | ---------- | ---------- | ----- | ----- | ------ | ------ | ------ | ------ |
| 2023/24 | SV Werder Bremen | Bundesliga | 2          | 1          | 1     | 0     | 0      | 0      | 3      | 1      |
| Totaal  | Totaal           | Totaal     | 2          | 1          | 1     | 0     | 0      | 0      | 3      | 1      |

Bijgewerkt t/m 19 mei 2024.

## Interlandcarrière
Amira Dahl maakte haar debuut voor Duitsland onder 17 op 6 september 2022 in een vriendschappelijke wedstrijd tegen de leeftijdsgenoten van Italië. De wedstrijd werd met 3-1 gewonnen en Dahl maakte in de tiende minuut haar eerste interlanddoelpunt. In het kwalificatietoernooi voor het EK 2023 kwam Dahl drie wedstrijden in actie.
1 Peng ·
3 Janzen ·
5 Ulbrich ·
6 Wichmann ·
8 Weiß ·
9 Weidauer ·
10 Mahmoud ·
11 Sternad ·
13 Walkling ·
14 Brandenburg ·
15 Sehan ·
16 Bernhardt ·
17 Dahl ·
18 Hausicke ·
19 Matheis ·
20 Meyer ·
21 Hahn ·
22 Dieckmann ·
23 Németh ·
27 Lührßen ·
28 Wirtz ·
29 Kunkel ·
31 Etzold ·
32 Pettersen ·
33 Pérez Jaramillo ·
37 Dahms ·
39 Behrens ·
Coach: Horsch